# Felsőkelecsény
Felsőkelecsény este un sat în districtul Putnok, județul Borsod-Abaúj-Zemplén, Ungaria, având o populație de 387 de locuitori (2011). 

## Demografie
Componența etnică a satului Felsőkelecsény
     Maghiari (89,23%)
     Romi (10%)
     Germani (0,77%)
Componența confesională a satului Felsőkelecsény
     Reformați (42,12%)
     Romano-catolici (29,72%)
     Greco-catolici (5,43%)
     Fără religie (5,43%)
     Necunoscută (17,31%)
Conform recensământului din 2011, satul Felsőkelecsény avea 387 de locuitori. Din punct de vedere etnic, majoritatea locuitorilor (89,23%) erau maghiari, cu o minoritate de romi (10,0%). Nu există o religie majoritară, locuitorii fiind reformați (42,12%), romano-catolici (29,72%), persoane fără religie (5,43%) și greco-catolici (5,43%). Pentru 17,31% din locuitori nu este cunoscută apartenența confesională.